# Microcacia longiscapa
Microcacia longiscapa là một loài bọ cánh cứng trong họ Cerambycidae.